# Kanton Haubourdin
Der Kanton Haubourdin war bis 2015 ein französischer Wahlkreis im Arrondissement Lille, im Département Nord und in der Region Nord-Pas-de-Calais; sein Hauptort war Haubourdin. Vertreter im Generalrat des Departements war zuletzt von 1994 bis 2015 Daniel Rondelaere (PS).
Der Kanton Haubourdin hatte 52.207 Einwohner (Stand: 1. Januar 2012).

## Gemeinden
Der Kanton umfasste fünf Gemeinden:
| Gemeinde   | Einwohner Jahr | Fläche km² | Bevölkerungsdichte | Code INSEE | Postleitzahl |
| ---------- | -------------- | ---------- | ------------------ | ---------- | ------------ |
| Emmerin    | 3205 (2013)    | 4,91       | 653 Einw./km²      | 59193      | 59320        |
| Haubourdin | 14.560 (2013)  | 5,31       | 2742 Einw./km²     | 59286      | 59320        |
| Loos       | 20.650 (2013)  | 6,95       | 2971 Einw./km²     | 59360      | 59120        |
| Santes     | 5698 (2013)    | 7,57       | 753 Einw./km²      | 59553      | 59211        |
| Wavrin     | 7644 (2013)    | 13,55      | 564 Einw./km²      | 59653      | 59136        |